# Жена Кастора Таркондария
Жена Кастора Таркондария (I век до н. э.) — жена галатского правителя Кастора Таркондария, убитая вместе с мужем по приказу своего отца Дейотара I.
О дочери галатского правителя Дейотара I, не называя её имени, рассказывает в своей «Географии» Страбон. По сообщению античного географа, она была выдана замуж за Кастора Таркондария. По оценке А. Кошкуна, это произошло после того как в 86 году до н. э. понтийский царь Митридат VI сначала вырезал многих знатных галатов с их семьями, а затем понтийские гарнизоны были изгнаны из страны, и Дейотар породнился с Таркондаром. По мнению В. О. Никишина, эта дочь Дейотара носила имя Стратоника. Как отметил Р. Сайм, заключенный династический союз не исключал интриг и раздоров. Дейотар велел убить собственную дочь и зятя в столице последнего — Горбеунте, который велел разрушить. По замечанию С. Ю. Сапрыкина, действия Дейотара в отношении родственников были очень жестокими. В. О. Никишин, повествуя об этом случае, также охарактеризовал Дейотара как «жестокого деспота».